# Castelo de Garaño

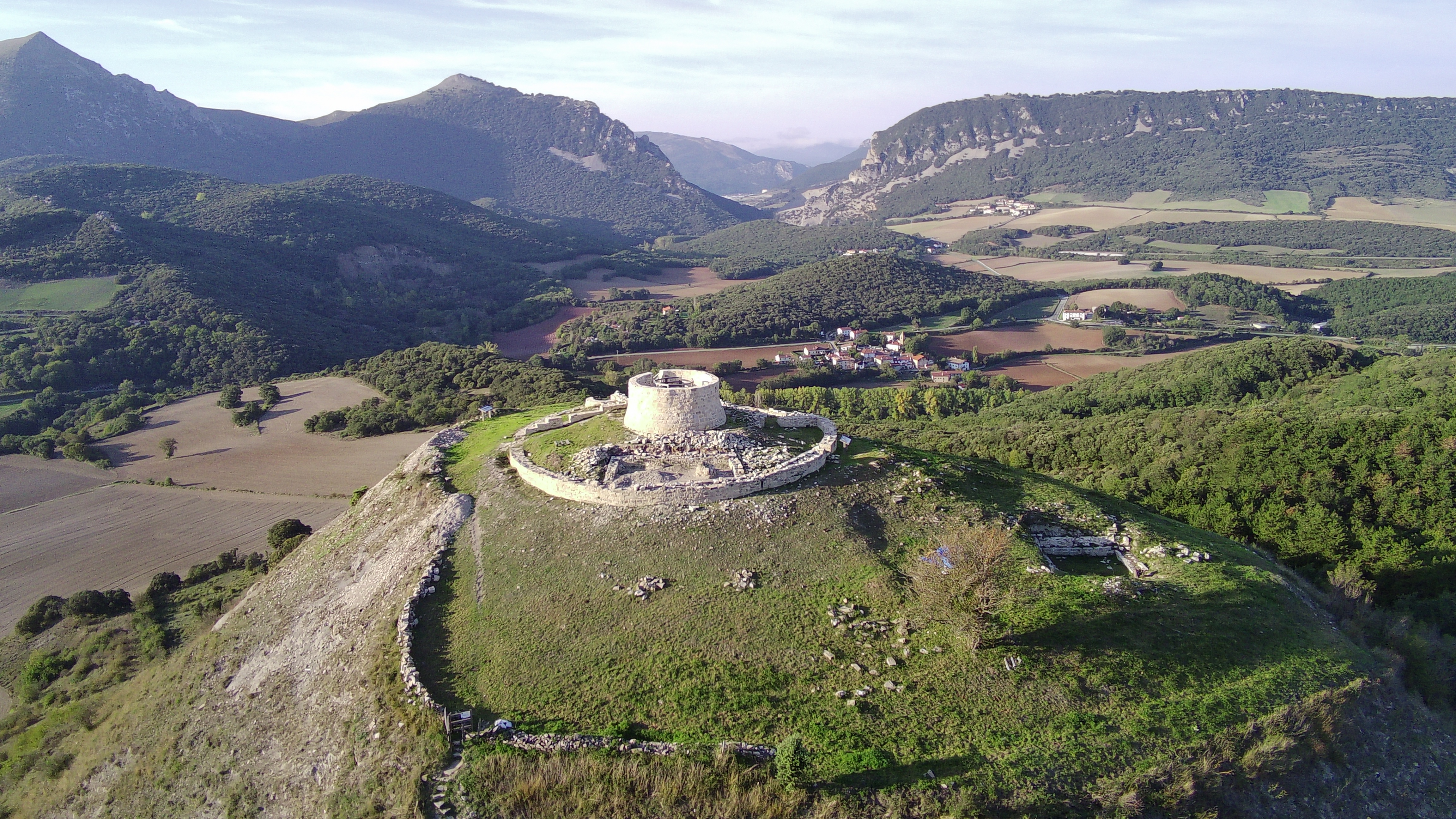
Castelo de Garaño em 2023.

O Castelo de Garaño localiza-se entre as localidades de Egillor e Saldise, no termo do município de Pamplona, na província e comunidade autónoma de Navarra, na Espanha.
Ergue-se no alto de uma penha, a cerca de 600 metros acima do nível do mar, em posição dominante sobre as povoações, a cerca de 15 quilómetros a Noroeste de Pamplona.

## História
O castelo tem o nome de uma povoação medieval, actualmente desaparecida. De acordo com Jimeno Jurío seria este o lendário "Sajrat Qays". De qualquer modo, trata-se de uma das fortificações mais antigas do reino de Navarra, tendo sido encontradas, em seu recinto, moedas do século XI.
A sua tomada em 1276 é relatada com detalhes no poema de Anelier. O feito é recordado anualmente no carnaval de Egillor-Beasoain, que se celebra no fim de semana anterior ao do de Iruña-Pamplona.
Actualmente em ruínas, apenas restam trechos da muralha exterior, de uma cerca interior e da torre de menagem.